# Ferrovia Londra-Dover
La ferrovia Londra-Dover (in inglese South Eastern Main Line) è una delle linee fondamentali del Regno Unito che unisce le città di Londra e Dover.

## Storia
La linea ferroviaria fu costruita dalla compagnia South Eastern Railway, in concorrenza con la London, Chatham and Dover Railway. Nel 1836, la South Eastern Railway ottenne dal Parlamento la concessione di costruire una linea da London Bridge a Dover, passando per Croydon, Redhill, Tonbridge, Ashford e Folkestone.
Tra Londra e Redhill, la South Eastern Railway condivideva il percorso della ferrovia Londra-Brighton della compagnia London, Brighton and South Coast Railway: il Parlamento, infatti, aveva insistito sulla necessità di una sola linea ferroviaria a sud della capitale. I treni della South Eastern Railway dovettero quindi fare lunghe deviazioni. La decisione del Parlamento ignorava il fatto che un collegamento stradale diretto Londra-Dover esisteva fin dall'antichità e che anche altri grandi progetti ferroviari avevano scelto il percorso più diretto possibile. Un passeggero in treno per Dover doveva percorrere oltre 35 chilometri in più rispetto alla diligenza.
La linea principale raggiunse Ashford il 1º dicembre 1842, i sobborghi di Folkestone il 28 giugno 1843 e Dover il 7 febbraio 1844. Nel 1845 la South Eastern Railway sostituì il suo deposito principale da New Cross ad Ashford.
A causa della concorrenza con la London, Chatham and Dover Railway, che aveva costruito la più diretta ferrovia per Dover (passante per Chatham), la SER costruì un collegamento molto costoso via Sevenoaks e Orpington attraverso le North Downs, con due gallerie a Knockholt, lunghe per gli standard dell'epoca. Questa "scorciatoia" di 39 chilometri raggiunse Chislehurst il 1º luglio 1865, mentre l'apertura del tratto fino a Sevenoaks fu ritardata fino al 2 marzo 1868, mentre il tratto fino a Tonbridge fu finalmente inaugurato il 1º maggio 1868.
Nel 1899 le compagnie South Eastern Railway e London, Chatham and Dover Railway si fusero per formare la South Eastern & Chatham Railway e ciò portò a una semplificazione del tracciato ad Ashford e Dover.
La Southern Railway, costituita nel 1923 per fusione di varie compagnie tra cui la South Eastern & Chatham Railway, elettrificò la linea con binari a 660 V a corrente alternata e conduttori.
Nel luglio 1925 iniziò il servizio elettrico da Londra Victoria a Orpington. Nel 1926 seguì la tratta da Charing Cross e Cannon Street via London Bridge fino a Orpington. I treni elettrici raggiunsero infine Sevenoaks nel gennaio 1935.
Nel 1927 fu aggiunto un muro di contenimento alla sezione lungo Shakespeare Beach, che in precedenza correva su supporti di legno.
Dopo la seconda guerra mondiale, la British Railways, società statale, continuò l'elettrificazione. Questa fu completata nel giugno 1961. Contemporaneamente, la tensione elettrica fu portata a 750 V su tutta la rete sudorientale.
Nel 1994 fu aperto l'Eurotunnel, con il suo portale settentrionale a Cheriton, vicino a Folkestone. Poiché all'epoca non esisteva alcuna linea ad alta velocità sul territorio britannico, dopo l'uscita dal tunnel i treni Eurostar percorrevano la South Eastern Main Line fino ad Ashford e raggiungevano Londra via Maidstone. Dal settembre 2003, i treni internazionali ad alta velocità iniziarono a circolare sulla High Speed 1.
L'alluvione della vigilia di Natale 2015 ha danneggiato gravemente il muro di contenimento verso il mare lungo Shakespeare Beach nel tratto di linea tra Dover Priory e Folkestone Centrale, costringendo a sospendere temporaneamente i servizi. Durante i preparativi per la ricostruzione, sono state riscontrate ulteriori carenze nella costruzione del muro originale. I lavori di ripristino sono durati fino al 5 settembre 2016.

## Caratteristiche

### Percorso
| Unknown route-map component "utCONTgq" | Unknown route-map component "utXBHF-Rq" + Unknown route-map component "utBHFq" | Unknown route-map component "utCONTfq" |

| Unknown route-map component "KXBHFa-G" |

| Unknown route-map component "hKRZWae" |

| Unknown route-map component "exCONTgq" | Unknown route-map component "eABZg+r" |  |

| Station on track |

| Unknown route-map component "eHST" |

| Unknown route-map component "CONTgq" | Unknown route-map component "KRZu+l" | Unknown route-map component "CONTfq" |

|  | Unknown route-map component "eABZg+l" | Unknown route-map component "exKDSTeq" |

|  | Unknown route-map component "ABZgxl+l" | Unknown route-map component "CONTfq" |

| Unknown route-map component "d" | Unknown route-map component "vKBHFa-BHF" |  |

| Unknown route-map component "d" | Unknown route-map component "vSTR-eHST" |  |

| Unknown route-map component "d" | Unknown route-map component "vSTR-eHST" |  |

| Unknown route-map component "d" | Unknown route-map component "CONTgq" | Unknown route-map component "vABZgr-STR" |  |  |

| Unknown route-map component "d" + Unknown route-map component "d-CONT2" | + Unknown route-map component "vKRZc3o" + Unknown route-map component "vÜSTr" |  |

| Unknown route-map component "d" + Unknown route-map component "dSTRc1" | + Unknown route-map component "vKRZ2+4o" | + Unknown route-map component "dSTRc3" |

| Unknown route-map component "d" | + Unknown route-map component "vKRZc1o" | + Unknown route-map component "CONTl+4" |

| Unknown route-map component "d" | Unknown route-map component "CONTgq" | Unknown route-map component "vSTRr-STR" |  |  |

| Unknown route-map component "exKDSTaq" | Unknown route-map component "eABZg+r" |  |

| Unknown route-map component "d" | Unknown route-map component "vSTR+l-STRo" | Unknown route-map component "CONTfq" |

| Unknown route-map component "d" | Unknown route-map component "vSTR-ABZgl" | Unknown route-map component "CONTfq" |

| Unknown route-map component "d" | Unknown route-map component "CONTgq" | Unknown route-map component "vABZgr-STR" |  |  |

| Unknown route-map component "d" | Unknown route-map component "vSTRl-STRo" | Unknown route-map component "vSTR+r-" |

|  | Unknown route-map component "d" + Unknown route-map component "vBHF-KBHFe" |

| Unknown route-map component "CONTg@Gq" | Unknown route-map component "eKRZu+r" | Unknown route-map component "exCONTfq" |

| Stop on track |

| Unknown route-map component "cd" | Unknown route-map component "cd" | Unknown route-map component "cd" + Straight track | Unknown route-map component "cd" + Unknown route-map component "uCONT1+f" |  |

|  | Unknown route-map component "BHFSPLa-L" | Unknown route-map component "uvKBHFe-R-" |

| Unknown route-map component "CONTgq" | Unknown route-map component "vSTRo-ABZgr" |  |

| Unknown route-map component "vÜSTr" |

|  | Unknown route-map component "vSHI1l-STRl" | Unknown route-map component "CONTfq" |

| Unknown route-map component "BHFSPLa" |

|  |  | Unknown route-map component "vSTR-STRl" | Unknown route-map component "ABZq+l" | Unknown route-map component "CONTfq" |

|  | + Unknown route-map component "vSTR-KDSTa" + Unknown route-map component "STRc2" | + Unknown route-map component "STR3" |

| + Unknown route-map component "STRc2" | + Unknown route-map component "vSHI2g+l-" + Unknown route-map component "vABZg+1-" + Unknown route-map component "vABZg3-" | + Unknown route-map component "STRc4" |

| + Unknown route-map component "v-STR+1" | + Unknown route-map component "vSHI2gl-" + Unknown route-map component "STRc4" |  |

| Unknown route-map component "v-KDSTe" | Unknown route-map component "vSTR-DST" |  |

| Unknown route-map component "vÜST" |

| Unknown route-map component "vSTR-KDSTe" |

| Unknown route-map component "HSTSHI1+r" |

| Unknown route-map component "CONTgq" | Unknown route-map component "ABZgr" |  |

| Enter and exit tunnel |

| Stop on track |

| Stop on track |

| Unknown route-map component "CONTgq" | Unknown route-map component "KRZol+r" | Unknown route-map component "CONTfq" |

| Stop on track |

|  | Unknown route-map component "ABZg+l" | Unknown route-map component "KDSTeq" |

| Station on track |

| Stop on track |

| Enter and exit tunnel |

| Stop on track |

| + Enter and exit tunnel + Unknown route-map component "RBq" |

| Unknown route-map component "SKRZ-Bu" |

| Stop on track |

| Unknown route-map component "exCONTgq" | Unknown route-map component "eABZgr" |  |

|  | Unknown route-map component "ABZg+l" | Unknown route-map component "CONTfq" |

| Station on track |

| Enter and exit tunnel |

| Stop on track |

| Unknown route-map component "hKRZWae" |

| Unknown route-map component "CONTgq" | Unknown route-map component "ABZg+r" |  |

| Station on track |

| Unknown route-map component "CONTgq" | Unknown route-map component "ABZgr+xr" |  |

|  | Unknown route-map component "ABZgl" | Unknown route-map component "eKDSTeq" |

| Stop on track |

|  | Unknown route-map component "ABZgl" | Unknown route-map component "CONTfq" |

| Unknown route-map component "exCONTgq" | Unknown route-map component "eABZgr" |  |

| Stop on track |

| Stop on track |

| Unknown route-map component "exLSTR+l" | + Straight track + Unknown route-map component "lMKRZu" + Unknown route-map component "exLSTRq" | + Unknown route-map component "exLCONTfq" |

| Unknown route-map component "exBHF-L" | Unknown route-map component "BHF-R" |  |

| Unknown route-map component "exCONTgq" | Unknown route-map component "exABZqr" | Unknown route-map component "eABZgr" |  |  |

| Stop on track |

| Unknown route-map component "KDSTaq" | Unknown route-map component "ABZg+r" |  |

|  | Straight track | Unknown route-map component "CONT1+f" |

|  |  | Unknown route-map component "ABZg+l" | Unknown route-map component "KRZu" | Unknown route-map component "CONTfq" |

|  | Unknown route-map component "KRWg+l" | Unknown route-map component "KRWgr" |

|  | Station on track | Straight track |

| Unknown route-map component "CONTgq" | Unknown route-map component "ABZgr" | Straight track |

|  |  | + Unknown route-map component "ABZgl" + Unknown route-map component "ABZg2" | + Unknown route-map component "KRZo" + Unknown route-map component "STRc3" | + Unknown route-map component "CONTfq" |

|  | + Straight track + Unknown route-map component "STRc1" | + Unknown route-map component "ABZg+4" |

| Unknown route-map component "KDSTaq" | Unknown route-map component "ABZgr" | Straight track |

|  | Unknown route-map component "eHST" | Unknown route-map component "LSTR" |

|  | Stop on track | Unknown route-map component "LSTR" |

|  | Stop on track | Unknown route-map component "LSTR" |

| Unknown route-map component "exCONTgq" | Unknown route-map component "eABZgr" | Unknown route-map component "LSTR" |

|  |  | + Unknown route-map component "eABZg+l" | + Unknown route-map component "exSTRq" + Unknown route-map component "LSTR" | + Unknown route-map component "exCONTfq" |

|  | Unknown route-map component "KRWgl" | Unknown route-map component "KRWg+r" |

|  | Straight track | Non-passenger station/depot on track |

|  | Straight track | Unknown route-map component "CONT2+g" |

| Unknown route-map component "epHST" |

| Stop on track |

| Station on track |

| Unknown route-map component "eHST" |

| + Unknown route-map component "exKRWg+l" + Unknown route-map component "exlCONTg@G" | + Unknown route-map component "eKRWgr" |  |

| Unknown route-map component "exlENDE@G" | Enter and exit tunnel |  |

| Unknown route-map component "eHST" |

| Enter and exit tunnel |

| Unknown route-map component "eHST" |

| Enter and exit tunnel |

| Unknown route-map component "exCONTf+l" | Unknown route-map component "eABZgr" |  |

| Straight track |

| Unknown route-map component "exCONTg+l" | Unknown route-map component "eABZgr+r" |  |

| Unknown route-map component "eHST" |

| Enter and exit tunnel |

| Station on track |

| Enter and exit tunnel |

| Enter and exit tunnel |

| Unknown route-map component "CONTgq" | Unknown route-map component "ABZgr+xr" |  |

| Unknown route-map component "CONTf@F" |

| Unknown route-map component "utCONTgq" | Unknown route-map component "utXBHF-Rq" + Unknown route-map component "utBHFq" | Unknown route-map component "utCONTfq" |

| Unknown route-map component "KXBHFa-G" |

| Unknown route-map component "hKRZWae" |

| Unknown route-map component "CONTgq" | Unknown route-map component "ABZgxr+r" |  |

| Continuation forward |

| Unknown route-map component "d" | Unknown route-map component "d" | + Continuation backward |

| Unknown route-map component "d" | Unknown route-map component "d" + Unknown route-map component "exKBHFa" |  | + Straight track |  |

| Unknown route-map component "d" | Unknown route-map component "d" + Unknown route-map component "uxmKRZqusw" |  | + Straight track |  |

| Unknown route-map component "d" + Unknown route-map component "exhbKRZWae" | Unknown route-map component "d" |  | + Straight track |  |

| + Unknown route-map component "exvSHI4l-" | Unknown route-map component "d" + Unknown route-map component "exvSHI4+r-" + Unknown route-map component "ev-SHI2gr" |  |

| Unknown route-map component "d" | Unknown route-map component "d" + Unknown route-map component "exlENDE@G" | + Unknown route-map component "CONTf@F" |

|  |  | Continuation backward |

|  | Unknown route-map component "exSTRc2" | Unknown route-map component "eABZg3" |

| + Unknown route-map component "exSTRc2" | + Unknown route-map component "exBHF3+1" | + Straight track + Unknown route-map component "exSTRc4" |

| Unknown route-map component "exSTR+1" | Unknown route-map component "exSTRc4" | Straight track |

| Unknown route-map component "exABZgl+l" | Unknown route-map component "exSTRq" | Unknown route-map component "eABZgr+r" |

| Unknown route-map component "exSTR" |  | Unknown route-map component "CONT2+g" |

| Unknown route-map component "exHST" |

| Unknown route-map component "exKBHFe" |